# Асаново (Пермский край)
Асаново — деревня в Юсьвинском районе Пермского края. Расположена в 2 километрах к западу от районного центра Юсьвы, входит в Юсьвинское сельское поселение.
Население по данным переписи 2010 года — 22 человека.

## История
Согласно краткому историческому справочнику Е. Н. Шумилова первые упоминания о деревне относятся к 1782 году, деревня основана Исаковыми — выходцами из деревни Космос (ныне Зуево).
Среди жителей деревни существует другая версия. По ней во время войны 1812 года из Москвы в окрестности Асаново приехали три купца по фамилии Асаковы: первый приехал в деревню Быково, второй — в деревню Аксеново, третий — в деревню Асаново. Со временем, буква «а» в фамилии поменялась на «и», и получилась фамилия Исаков.
В 1929 году в Асаново образовался колхоз, который назвали «Муравей». Затем из ближайших деревень Петрунино и Белюково и из Асаново образовался один колхоз «Гвардеец». «Гвардеец» занимал первое место по району. В годы войны оказывал огромную помощь фронту продуктами, зерном, тёплой одеждой, денежными вложениями. Позже «Гвардеец» вошёл в состав колхоза «Заря будущего».
В Асаново выращивали капусту, помидоры, огурцы в парниках и в открытом грунте. Исаков Гавриил Павлович начал разводить в деревне плодово-ягодные деревья и кустарники: яблони, смородину, малину, а также землянику и клубнику.
В деревне было немало достопримечательностей, например, часовня Иоанна Предтечи. Там отмечали «Истошну», праздник Иконы Божей Матери. В 1920-х годах часовню закрыли, иконы люди забрали себе, а некоторые пустили в пруд.
Ещё одно общественное здание было построено рядом с часовней — правление колхоза «За коммунизм», объединившего жителей Асаново, Петрунино, Пахомово, Белюково.
Позднее на месте часовни был построен клуб. Теперь часовни уже нет, как нет и асановского клуба.

## Население
| Показатели     | 1926 | 1949 | 1955 | 1980 | 1986 | 2011 |
| -------------- | ---- | ---- | ---- | ---- | ---- | ---- |
| Число хозяйств | 29   | 49   | 43   | 28   | 24   | 16   |
| Число жителей  | 171  | 187  | 145  | 89   | 74   | 22   |